# Centro Nacional de Exposições
O Centro Nacional de Exposições (CNEMA) é um espaço multiusos localizado em Santarém, Portugal. Inaugurado em 1994, é o maior centro de exposições do país e destina-se à realização de eventos de diversa natureza, incluindo atividades ou eventos equestres, agrícolas, gastronómicos, culturais, musicais, desportivos, recreativos e empresariais.

## História
Após o crescimento da Feira Nacional de Agricultura, anteriormente realizada no Campo Infante da Câmara, junto à Monumental de Santarém, foi determinada a construção de raíz de um novo espaço para receber o evento. 
O CNEMA foi inaugurado oficialmente a 8 de junho de 1994.
A 13 de junho de 2024, foi agraciado com o grau de Membro Honorário da Ordem do Mérito Empresarial - Classe do Mérito Agrícola.

## Descrição
O Centro Nacional de Exposições situa-se na antiga Quinta das Cegonhas, em Santarém, dispondo de uma área total de 64 hectares. Consta de três naves de exposição, um auditório, quatro salas de conferências, espaços exteriores para exposição de animais, parque de diversões, paddock, grande ringue e manga com bancada, bem como dois palcos para concertos.

## Eventos
Desde 1994 que recebe a Feira Nacional de Agricultura/Feira do Ribatejo, certame realizado anualmente no mês de junho, naquela que é a maior feira do sector agrícola em Portugal.
Ao longo do ano recebe diversas exposições, conferências, concertos e competições desportivas.